# Charles Rochester Eastman
Charles Rochester Eastman, né le 5 juin 1868 à Cedar Rapids, en Iowa (États-Unis), et mort le 27 septembre 1918 à Long Beach, New York, est un géologue et paléontologue américain ayant un intérêt particulier pour les poissons fossiles. Auteur d'articles de revues et de magazines, notamment dans le domaine de la paléontologie, il a été employé comme conservateur de musée et actif dans plusieurs sociétés scientifiques américaines.

## Biographie
Charles nait le 5 juin 1868 à Cedar Rapids (Iowa) de Mary et Austin Eastman. Il poursuit ses études supérieures aux universités Harvard et Johns Hopkins, puis se rend en 1892 à Munich pour terminer son doctorat qu'il passe en 1894. Il épouse Caroline A. Clark, l'une des trois filles d'Alvan Graham Clark, un fabricant de télescopes de haute qualité qui a fait plusieurs découvertes astronomiques puis s'installe avec son épouse dans l'une des nombreuses grandes maisons entourant l'atelier prospère de la société Clark. 
Le 4 juillet 1900, Eastman tue par arme à feu son beau-frère Richard H. Grogan Jr. Il affirme qu'il s'agit d'un accident et que le coup est parti tout seul ; toutefois, certaines déclarations faites par Grogan avant sa mort amènent les forces de l'ordre à croire qu'Eastman a peut-être tiré intentionnellement sur Grogan. Le 11 mai 1901, Eastman est déclaré non coupable.
Il se noie à Long Beach le 27 septembre 1918. Pour le New York Times, il serait tombé à la mer tout habillé après s'être évanoui lors d'une promenade et ce probablement à la suite d'un surmenage après sa convalescence de la grippe espagnole.

## Travaux
Les travaux d'Eastman comprenaient la géologie et étaient employés par l'USGS de la Nouvelle-Angleterre, mais son intérêt pour les poissons fossiles et modernes est resté au centre de sa carrière. Incluant ses soumissions aux études géologiques, sa liste de publications compte plus d'une centaine. Il a été conservateur au Museum of Comparative Zoology de Harvard et plus tard au Carnegie Museum de Pittsburgh. 
Ses premières études et intérêts se concentrent sur les placodermes. Pendant son séjour en Allemagne, il examine une collection de dents fossiles du Chalk Measures shark, et traduit ensuite un texte de paléontologie de la langue allemande. Durant les six mois de sa détention en attendant son procès pour meurtre, Eastman poursuit ses recherches et ses études. Eastman a été membre de plusieurs sociétés d'histoire naturelle et de l'American Association for the Advancement of Science.

## Taxons nommés en son honneur
Bien que cela ne soit pas avéré, il est probable que l'épithète spécifique de l'espèce de poissons chats Galeus eastmani lui ait été donnée en son honneur.